# Rosine Déchenaud
Pour les articles homonymes, voir Déchenaud.
Marie Louise Rosine Garcin connue sous le nom de Rosine Déchenaud, née le 14 janvier 1881 à Charenton-le-Pont et morte le 22 février 1968 au Havre, est une peintre pastelliste française.

## Biographie
Élève d'Adolphe Déchenaud, qu'elle épouse le 7 juillet 1910,, elle expose en 1929 à l'Union des femmes peintres et sculpteurs les portraits de Mlle Suzanne C... et de Lulu. 

## Publication
- Rosine Déchenaud, pastels, 1938[5]